# Sevenoaks (distrito)
Sevenoaks é um distrito de administração local de Kent, Inglaterra, situado no extremo ocidental do condado. O seu concelho é a cidade de Sevenoaks.
O distrito foi criado em 1 de Abril de 1974 pela fusão do Distrito Urbano de Sevenoaks, Distrito Rural de Sevenoaks e parte do Distrito Rural de Dartford, e é um dos 13 distritos em Kent, um dos quais possui o estatuto de autoridade unitária, Medway, o que significa que não obtém serviços nem projectos do Concelho do Condado de Kent. Este último é responsável pelas auto-estradas, vias públicas, combate a incêndios e salvamentos, alguns aspectos de saúde e segurança social, e educação/bibliotecas. O restante governo local situa-se a um nível distrital, embora a região tenha concelhos de paróquias civis.